# Kościół Najświętszego Serca Pana Jezusa w Drawsku
Kościół Najświętszego Serca Pana Jezusa – katolicki kościół parafialny znajdujący się w Drawsku (wsi gminnej). Istnieje przy nim parafia Najświętszego Serca Pana Jezusa. 
Ceglana świątynia powstała w latach 1909-1911 jako dom katolicki. W 1920 obiekt został przebudowany i dostosowany do pełnienia roli kościoła, przy czym parafia funkcjonuje tu dopiero od 1925. We wnętrzu drewniany strop w kształcie trapezu i duży drewniany krucyfiks. Na ścianie wewnętrznej (wschodniej) umieszczono tablicę pamiątkową ku czci proboszcza Onufrego Śpikowskiego (ur. 12 czerwca 1884 w Kępnie), zamordowanego przez nazistów w obozie Dachau w dniu 8 lutego 1943, po 3,5-letnim pobycie tamże (fundacja parafian). Na zewnątrz znajdują się:
- na ścianie wschodniej:
  - tablica pamiątkowa ku czci proboszcza Leona Spachacza (pełnił tę funkcję w latach 1946-1971) z cytatem z Księgi Izajasza: Wybrani moi nie będą pracować na próżno,
  - mozaika ze Świętym Franciszkiem z Asyżu i zwierzętami,
- drewniana dzwonnica z przełomu XIX i XX wieku,
- kaplica maryjna z początku XX wieku,
- krzyż drewniany,
- lipy o obwodzie do 350 cm,
- wiąz szypułkowy o obwodzie około 360 cm[1][2].

## Galeria

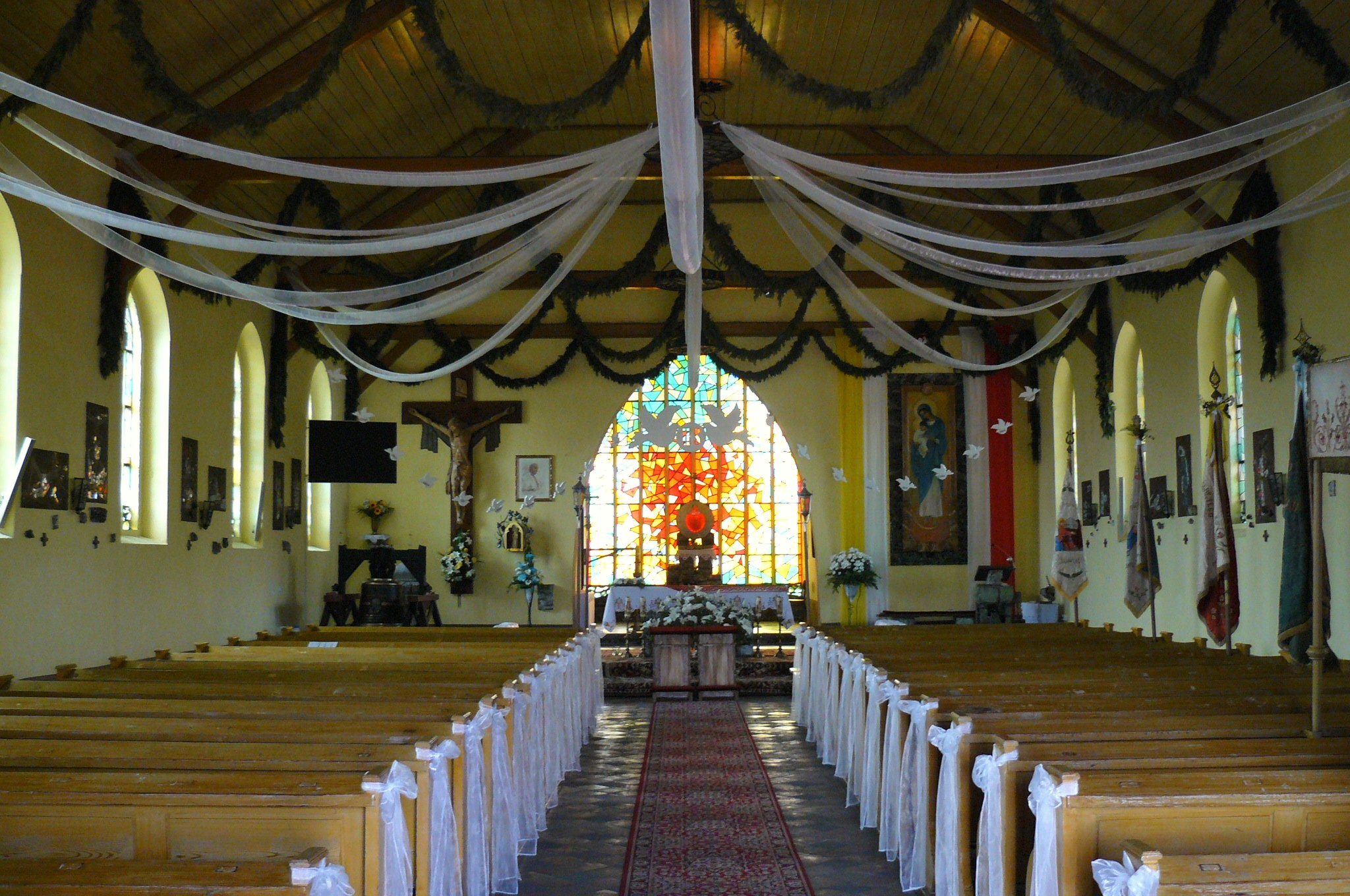
Wnętrze
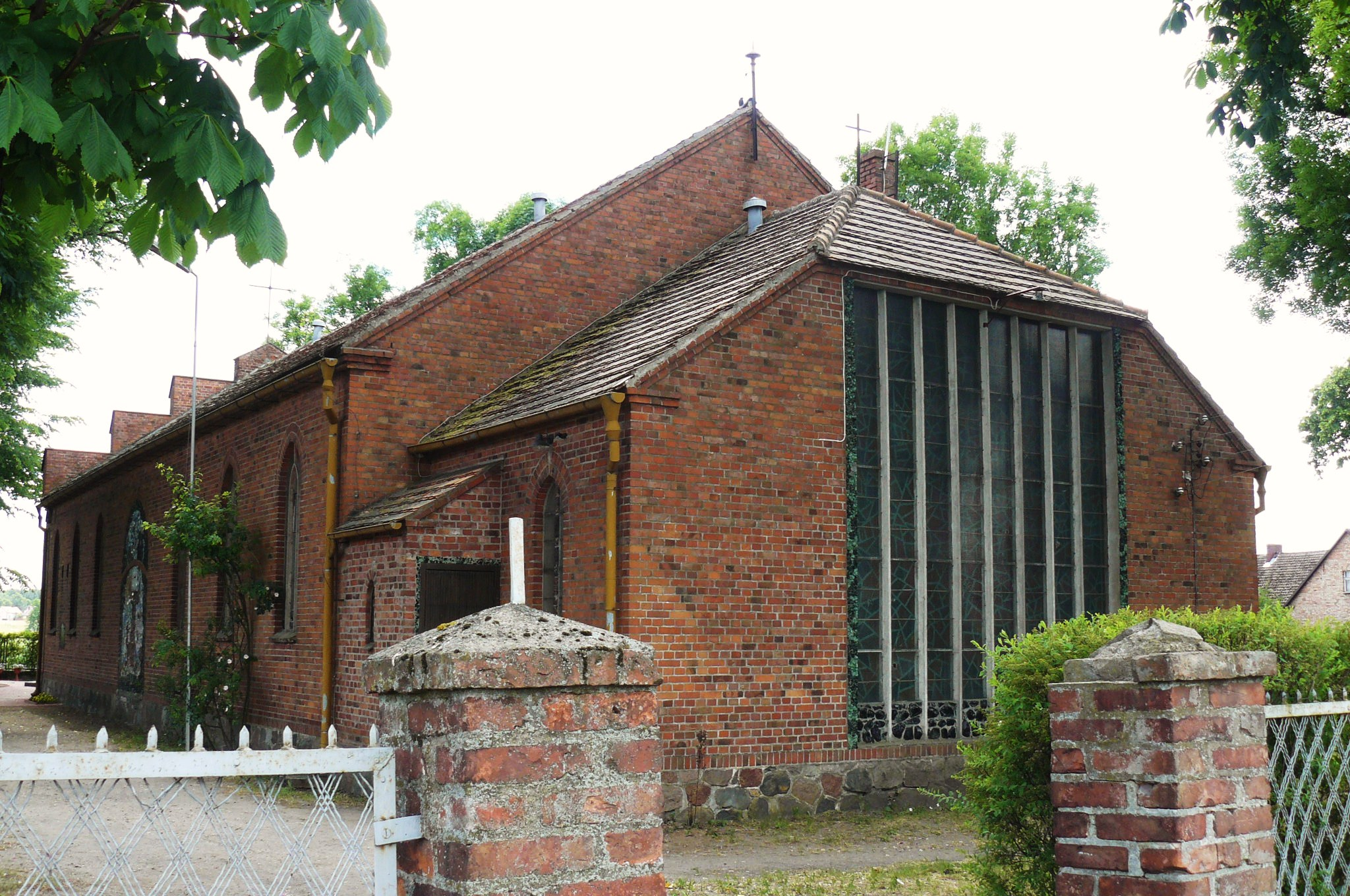
Prezbiterium
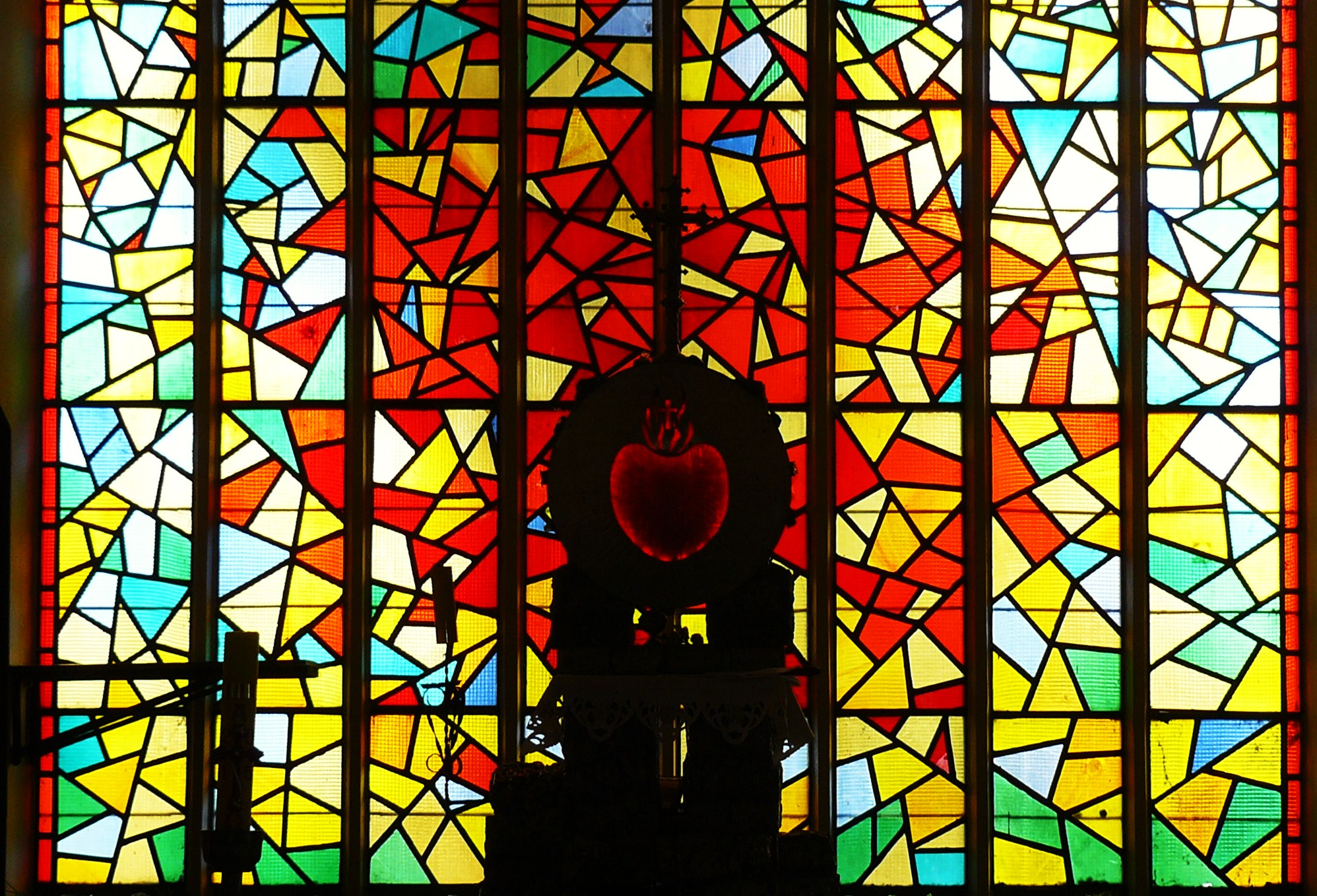
Witraż i ołtarz
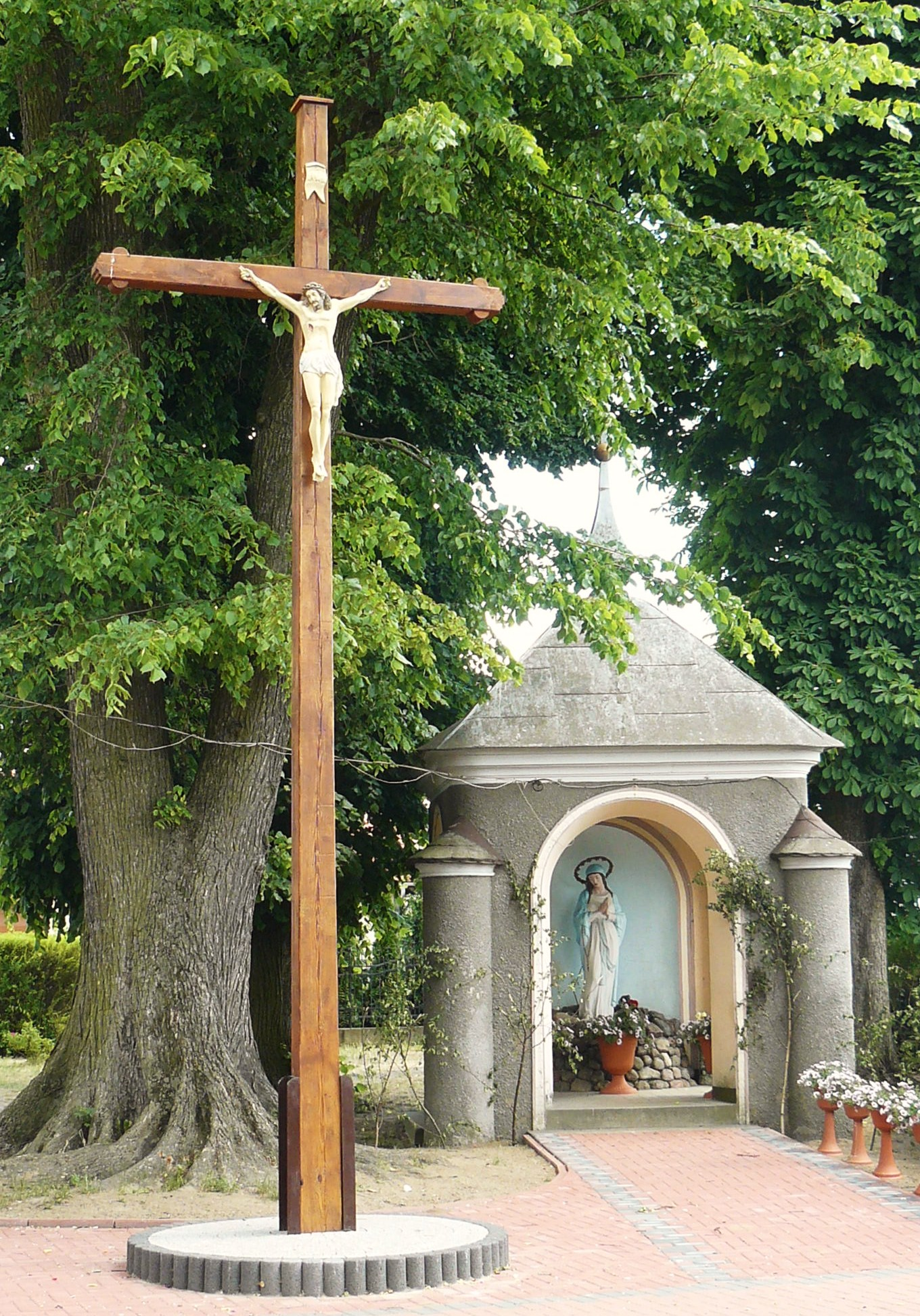
Kaplica maryjna
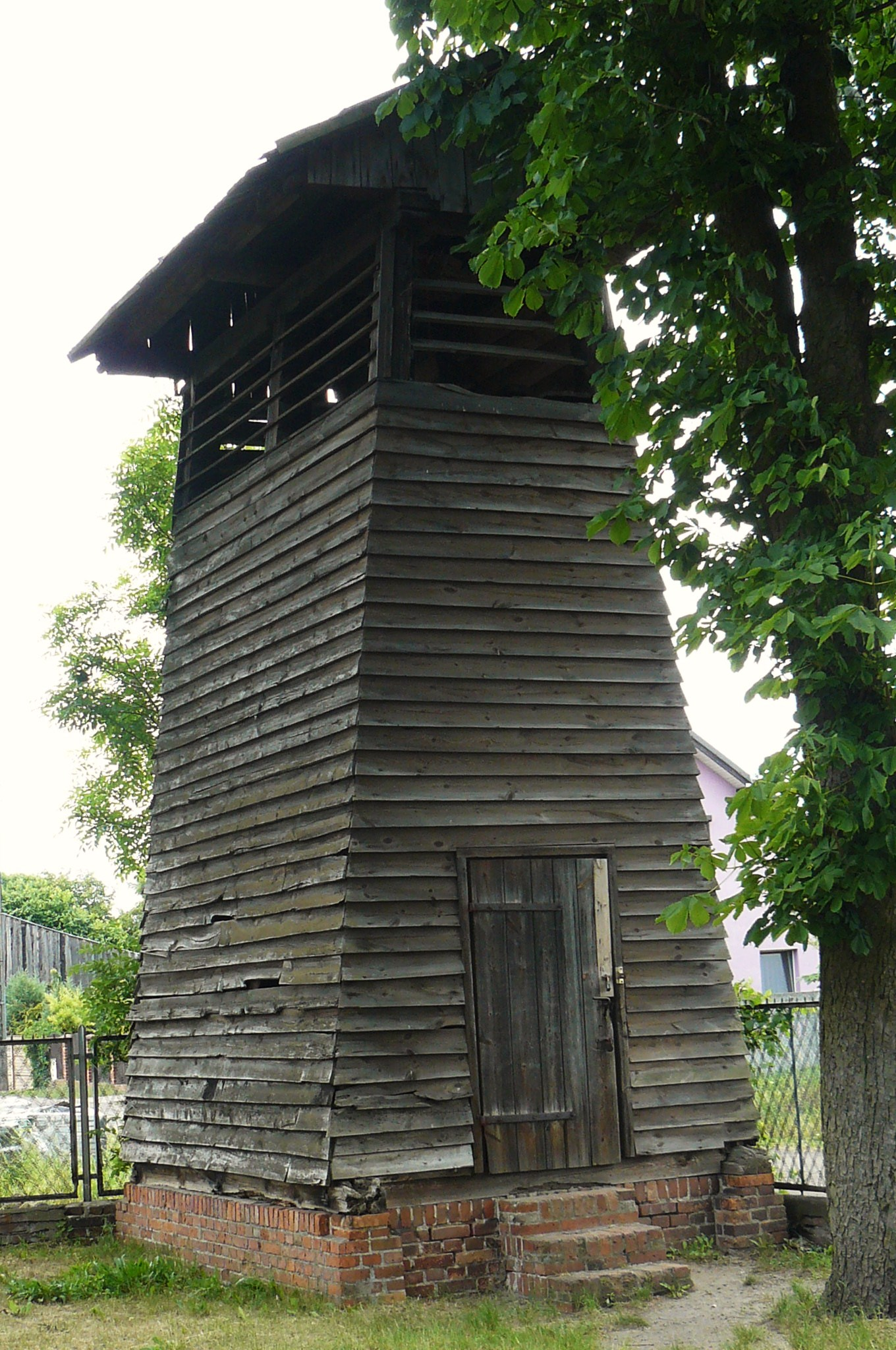
Dzwonnica